# Ardisia replicata
Ardisia replicata E.Walker – gatunek roślin z rodziny pierwiosnkowatych (Primulaceae). Występuje naturalnie w północnym Wietnamie oraz południowych Chinach (w południowo-zachodnim Junnanie). 

## Morfologia
PokrójZimozielony krzew dorastający do 1 m wysokości, tworzący rozłogi.
LiścieBlaszka liściowa ma owalny lub eliptyczny kształt. Mierzy 10–16 cm długości oraz 5–8 cm szerokości, jest piłkowana na brzegu, ma tępą nasadę i ostry wierzchołek. Ogonek liściowy jest nagi i ma 2–6 cm długości.
KwiatyZebrane w wiechach przypominających baldachy, o długości 5–7 cm, wyrastają z kątów pędów. Mają działki kielicha o owalnym kształcie i dorastające do 1–2 mm długości. Płatki są owalne i mają różową barwę oraz 4 mm długości.
OwocPestkowce mierzące 6 mm średnicy, o kulistym kształcie.

## Biologia i ekologia
Rośnie w lasach oraz na terenach bagnistych. Występuje na wysokości od 700 do 1400 m n.p.m.